# Anunciación (Botticelli, Glasgow)
La Anunciación (en italiano, Annunciazione) es un cuadro realizado por el pintor renacentista italiano Sandro Botticelli. Está ejecutado al temple sobre madera. Es una tablita de pequeño tamaño, pues mide 49,5 cm de alto y 58,5 cm de ancho. Actualmente se conserva en el Museo Kelvingrove de Glasgow.
Su datación no es segura; la mayor parte de la crítica la considera juvenil, al apreciar ciertos elementos que recuerdan a Verrocchio; Van Marle, sin embargo, la data hacia 1490. 
Sobre la parte posterior de la tabla hay una nota que señala que provenía de la iglesia florentina de San Bernabé.
Se logra el ambiente por la sucesión de las columnas y de los cuadros del suelo, que sirven también para evidenciar el esquema perspectivo. Esta solemne arquitectura domina a las figuras.